# Alexander Forrester Inglis Cochrane
Admiral Sir Alexander Forrester Inglis Cochrane GCB RN, britanski admiral, * 23. april 1758, † 26. januar 1832. 

## Pomorska kariera
Rodil se je škotskemu plemiču Thomasu Cochranu, osmemu Earlu of Dundonalda. Kot deček se je pridružil Kraljevi vojni mornarici in se tako udeležil ameriške osamosvojitvene vojne. Udeležil se je tudi egiptovske ekspedicije leta 1801. Leta 1805 je postal poveljnik postaje na Leewardskih otokih, od koder je vodil operacije proti Francozom in Špancem.
Med vojno leta 1812 je bil vrhovni poveljnik severnoameriške postaje. Za zasluge je bil leta 1819 povišan v admirala. Med letoma 1821 in 1824 je bil Commander-in-Chief, Plymouth.

## Družina
Leta 1788 je poročil Mario Shaw, s katero sta imela tri sinove in dve hčerki.